# Choi Yong-kun

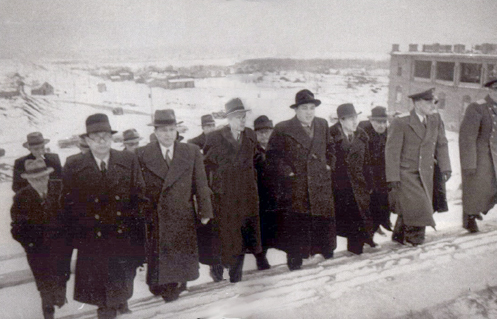
Nordkoreas regering på besök i Moskva mars 1949. På bilden syns delegationen bestiga trapporna på Högsta sovjets kansli: från vänster till höger, Park Hon-yong, Choi Yong-kun, Hong Myong-hee, Kim Il-sung.

Choi Yong-kun, född 21 juni 1900 (osäkert) i Taechon i Nordpyongan-provinsen i nuvarande Nordkorea, död 19 september 1976, nordkoreansk politiker och landets president 1957 till 1972.
Choi Yong-kun blev officer i Koreanska folkarmén 1936 och i samband Nordkoreas bildande 1948 utnämndes han till överbefälhavare. Han kommenderade Nordkoreas krigsmakt under hela koreakriget. Efter krigsslutet 1953 befordrades han till försvarsminister, en post han innehade till 1957 då han blev Högsta folkförsamlingens president och Nordkoreas statschef vilket han kom att vara fram till sin död 1972.